# KLM Cargo
KLM Cargo is de vrachtdivisie van de Nederlandse luchtvaartmaatschappij KLM en onderdeel van AIR FRANCE KLM MARTINAIR Cargo. De thuisbasis van KLM Cargo is op Amsterdam Schiphol, net als van het moederbedrijf. KLM Cargo vliegt jaarlijks naar meer dan 200 bestemmingen wereldwijd. Het grootste gedeelte van van de vracht wordt vervoerd op de passagierslijndiensten. Tevens heeft KLM drie Boeing 747-400ERF's waarvan de operatie volledig wordt uitgevoerd door dochterbedrijf Martinair.

## Vloot
- 3 Boeing 747-400ERF

In het verleden bestond de KLM vrachtvloot uit Boeing 747-300, Douglas DC-7'S en Douglas DC-8’s. Op de Douglas DC-8 was net als op de huidige Boeing 747 het logo van KLM Cargo te zien. Andere toestellen hadden de ‘passagiers beschildering’.

## Partners
De voornaamste partners van KLM Cargo zijn:
- Air France Cargo
- China Southern Cargo
- Delta Cargo
- Kenya Airways Cargo
- MASkargo
- Nippon Cargo Airlines
- TNT Airways

Sinds 16 september 2004 maakt KLM Cargo deel uit van de SkyTeam Cargo Alliance. Sinds de fusie van moederbedrijf KLM met Air France heet de vrachtdivisie Air France-KLM Cargo, afgekort AF-KL Cargo. Op 31 december 2008 werden hier de activiteiten van Martinair na de overname ervan aan toegevoegd. AF-KL Cargo vervoerde in het gebroken boekjaar 2008/2009 1.440.000 ton aan vracht.